# Armand Marie Jacques de Chastenet de Puységur

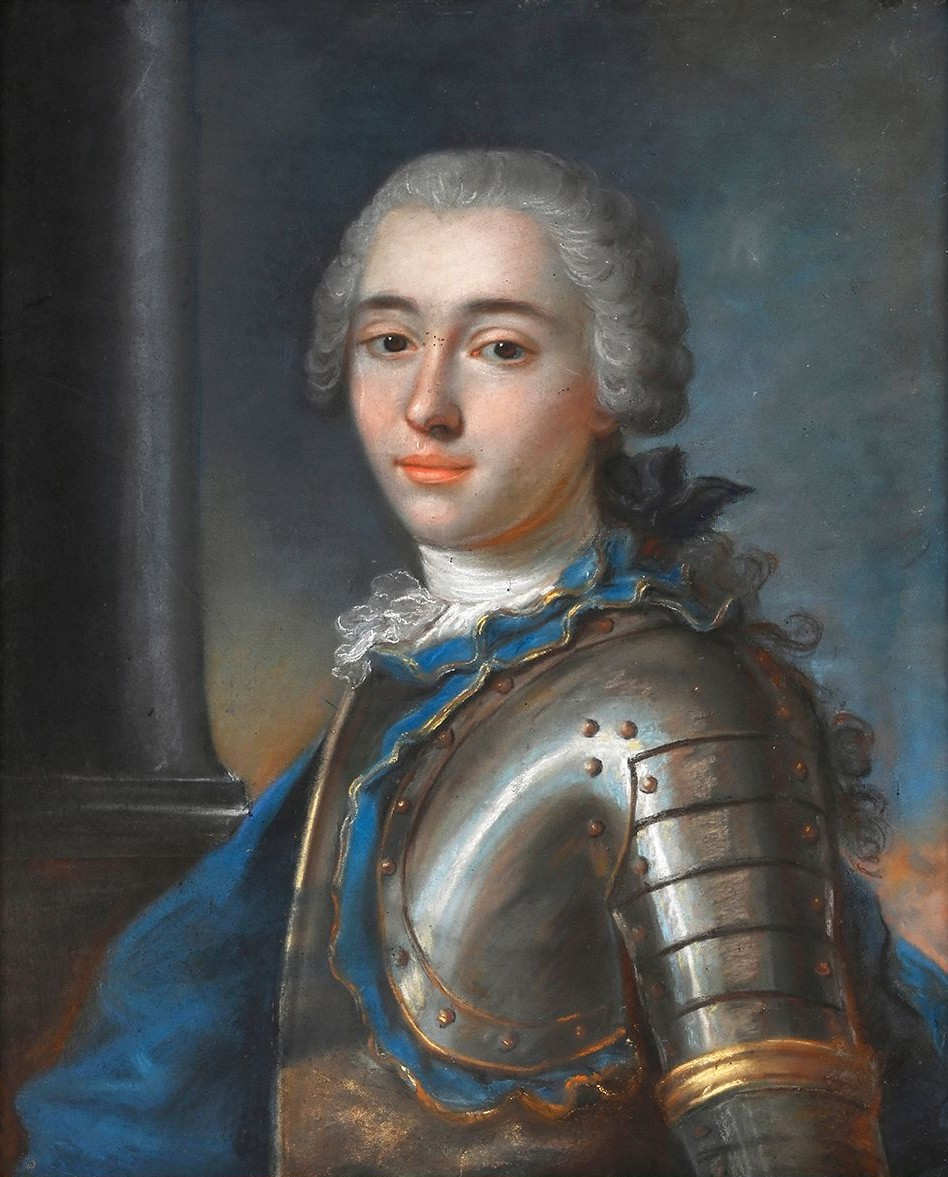
Armand Marie Jacques de Chastenet de Puységur

Armand Marie Jacques de Chastenet de Puységur, Marquis de Puységur (* 1751; † 1825) war ein französischer Aristokrat. Als Schüler Franz Anton Mesmers war er Mitbegründer von Mesmerismus und ein Pionier der modernen Hypnose.

## Familie
Armand Marie Jacques de Chastenet de Puységur stammt aus einer Familie des französischen Schwertadels, dem Haus Chastenet de Puységur, aus dem unter anderem auch sein Großvater Jacques François de Chastenet de Puységur (1656–1743), Marschall von Frankreich, Jean Auguste de Chastenet de Puységur (1740–1815), Erzbischof von Bourges und der französische Kriegsminister Louis-Pierre de Chastenet, Graf von Puységur (1727–1807) entstammten.
Antoine Hyacinthe de Chastenet de Puységur (1752–1809) war sein jüngerer Bruder.

## Leben
Puységur, der zunächst in Soissons lebte und dort eine „magnetische“ Praxis betrieb, zerstritt sich mit seinem Lehrer und gründete eine Seitenlinie des Mesmerismus, die in Folge einige Jahrzehnte in Frankreich dominierte. Ausschlaggebender Unterschied zur Auffassung Mesmers ist, dass Puységur den Aspekt des Fluidums vernachlässigte und den psychologischen Aspekt des Hypnotisierens als wesentlich für das Zustandekommen des Rapports zwischen Mesmerisierer und Mesmerisierten betonte. Während Mesmer in dem Ruf eines Scharlatans stand und seine Sitzungen oft einen theatralischen Charakter aufwiesen, beschrieb de Puységur erstmals einen somnambulenten Zustand eines Patienten, in dem dieser in der Lage war zu kommunizieren. Ebenso beobachtete er eine posthypnotische Amnesie und erkannte die Wirkungen posthypnotischer Aufträge.
Puységurs Institut „Société des Amis Harmonique Réunis“, das er, nachdem er 1785 nach Straßburg gezogen war, gegründet hatte, hatte bis zur Französischen Revolution Erfolge aufzuweisen, wurde aber während der Revolution aufgelöst und Puységur zu zwei Jahren Haft verurteilt. Nach Napoleons Sturz eignete sich eine neue Generation von Praktizierenden seine Lehre an. Seine Beiträge gerieten jedoch allmählich in Vergessenheit, bis Charles Richet seine Schriften im Jahre 1884 wiederentdeckte und belegen wollte, dass die heutige Hypnotherapie im Wesentlichen auf seine Thesen zurückgingen. Henri Ellenberger nannte Puységur „einer der großen vergessenen Autoren der Geschichte der psychologischen Wissenschaften“ und veröffentlichte Details aus dem Leben und Wirken Puységurs in seinem Werk „Discovery of the Unconscious“.

## Werke
- Rapport des cures opérées à Bayonne par le magnétisme animal, adressé à M. l’abbé Poulanzet, conseiller-clerc au parlement de Bordeaux. 1784.
- Mémoires pour servir à l’histoire et à l’établissement du magnétisme animal. 1784, Nachdruck 1809. Nachdruck in: Aux sources de l’hypnose. Editions Imago, Paris 2003, ISBN 2-911416-80-5.
- Suite des mémoires pour servir à l’histoire et à l’établissement du magnétisme animal. London 1786. Nachdruck in: Aux sources de l’hypnose. Editions Imago, Paris 2003, ISBN 2-911416-80-5.
- Du magnétisme animal considéré dans ses rapports avec diverses branches de la physique générale. Desenne, Paris 1807.
- Recherches, expériences et observations physiologiques sur l’homme dans l’état du somnambulisme naturel, et dans le somnambulisme provoqué par l’acte magnétique. Paris 1811.
- Les fous, les insensés, les maniaques et les frénétiques ne seraient-ils que des somnambules désordonnés? Paris 1812.
- Appel aux savants observateurs du dix-neuvième siècle, de la décision portée par leurs prédécesseurs contre le magnétisme animal, et fin du traitement du jeune Hébert. Paris 1813.
- Les vérités cheminent, tôt ou tard elles arrivent. Dentu, Paris 1814.